# هیزل گرین (آلاباما)
هیزل گرین (به انگلیسی: Hazel Green) شهرکی در شهرستان مدیسون ایالت آلاباما است که مساحت آن ۲۶٫۰۲ کیلومترمربع است و در سرشماری سال ۲۰۱۰ میلادی، ۳٬۶۳۰ نفر جمعیت داشته و تراکم جمعیتی آن، ۱۳۹٫۵۱ در کیلومترمربع بوده است.

## تاریخچه
این شهر Hazel Green نامگذاری شد زیرا بوته های فندق کنار جاده از یک سبز پر جنب و جوش بودند. در اوایل قرن نوزدهم ، چندین کشاورز از جورجیا و کارولیناها پس از کشف این منطقه از غنی ترین خاک جنوب شرقی در هازل گرین مستقر شدند. یک دفتر پست در سال 1819 در گوشه جنوب شرقی تقاطع ساخته شد که اکنون به آن Hwy معروف است. 231-431 و جو سریع جاده. چندین بقال و ایستگاه استراحت نیز در امتداد این تقاطع ساخته شده است. این جامعه به جامعه ای شلوغ تبدیل شد و در 15 ژوئن 1821 با اقدامی قانونگذار ایالتی با جمعیتی در حدود 400 نفر در یک شهر ادغام شد. در آن زمان ، هازل گرین یک جامعه روستایی کوچک بود که به عنوان دوراهی خدمت می کرد. جاده ها هیزل گرین را با آتن از غرب ، وینچستر ، TN از شرق ، هانتسویل از جنوب و نشویل به جنوب متصل می کردند شمال این جاده ها در محلی که اکنون به عنوان تقاطع بزرگراه 231/431 ایالات متحده ، جاده جو سریع و جاده سنگ آهک West شناخته می شود ، تلاقی می کنند. این شهر در نهایت ادغام شد و علی رغم رشد اخیر ، تا امروز بدون شرکت باقی مانده است.
پس از چندین ماه شایعه و گمانه زنی ، والمارت شروع به ساخت یک مرکز فوق العاده در گوشه جنوب غربی بزرگراه 231/431 ایالات متحده و خیریه لین در ژوئن 2014. این مورد توجه بسیاری از ساکنان محلی و رسانه ها قرار گرفت ، زیرا Walmart به طور معمول در مناطق بدون شرکت فوق مرکز تولید نمی کند. پس از اتمام کار در مارس 2015 ، این فروشگاه چندین کسب و کار دیگر را در همان حوالی از جمله چندین رستوران فست فود و مراکز خرید به خود جلب کرد. 